# Войвож-Дозмера
Войво́ж-Дозмера́ (рос. Войвож-Дозмера) — річка в Республіці Комі, Росія, права притока річки Дозмера, правої притоки річки Печора. Протікає територією Троїцько-Печорського району.
Річка бере початок з північно-східного краю болота Ічет-Розбійниче-Нюр, протікає на південний схід та південний захід.